# Winfried Otto Schumann

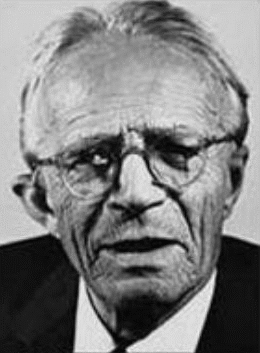
Winfried Otto Schumann (1974)

Winfried Otto Schumann (* 20. Mai 1888 in Tübingen; † 22. September 1974 in München) war ein deutscher Physiker, der durch die Voraussage der Schumann-Resonanz bekannt wurde.

## Leben
Seine Jugend verbrachte er in Kassel und in Berndorf nahe Wien. Er studierte Elektrotechnik an der Polytechnischen Schule in Karlsruhe. 1912 wurde Schumann im Themengebiet der Hochspannungstechnologie promoviert.
Vor dem Ersten Weltkrieg war er Leiter des Hochspannungslabors bei Brown, Boveri & Cie. 1920 wurde er Professor an der Technischen Hochschule Stuttgart, wo er vorher als Forschungsassistent tätig war. Danach wurde er Professor für angewandte Physik an der Universität Jena. Anschließend wurde er 1924 Professor am elektrophysikalischen Laboratorium der Technischen Universität München, das spätere Elektrophysikalische Institut, wo er bis zu seiner Pensionierung 1961 und auch danach bis ins Alter von 75 Jahren tätig war.
1945 wurde er zum ordentlichen Mitglied der Bayerischen Akademie der Wissenschaften gewählt. Nachdem er durch Operation Paperclip ab 1947 für die Wright-Patterson Air Force Base in Ohio gearbeitet hatte, kehrte er 1948 wieder nach München zurück.
Schumann starb im Alter von 86 Jahren.

## Werk
Schumann postulierte, dass die Ionosphäre – sie ist ein Teil der Erdatmosphäre –, ein Hohlraumresonator ist, in dem sich stehende elektromagnetische Wellen mit bestimmten Resonanzfrequenzen einstellen. Er untersuchte dieses Phänomen unter Berücksichtigung von Dämpfung und Anregung der Resonanzen durch Blitze in einer Serie von Artikeln in den Jahren von 1952 bis 1957. Diese resonanten Wellen sind nach ihm als Schumann-Resonanzen benannt worden und wurden 1960 experimentell nachgewiesen.

## Ehrenämter
Schumann war unter anderem Mitglied des Vorstands des Deutschen Museums in München und Mitglied des Verwaltungsrats des Bayerischen Rundfunks.

## Auszeichnungen
- 1957 Dr. Ing. ehrenhalber[1]
- 1960: VDE-Ehrenring[2]
- 1961: Bayerischer Verdienstorden
- 1963: Großes Verdienstkreuz

## Schriften (Auswahl)
- Elektrische Durchbruchfeldstärke von Gasen (1923)
- Elektromagnetische Grundbegriffe (1931, Oldenbourg. 2. Aufl. 1944, 3. Aufl. 1950)
- Elektrische Wellen (1948, Hanser)
- Über die zeitliche Form und das Spektrum ausgesendeter Dipolsignale in einer dielektrischen Hohlkugel mit leitenden Wänden. Mit besonderer Anwendung auf atmosphärische Signale. (1956, Beck, PDF online)[3]